# Малінович Оксана Андріївна
Оксана Андріївна Іванів (нар. 17 травня 1976, м. Тернопіль, Україна), у шлюбі Малінович — українська акторка. Заслужений артист України.

## Життєпис
Народилася 17 травня 1976 року в місті Тернополі, Україна.
Закінчила акторське відділення Тернопільського музичного училища (1998, курс В'ячеслава Хім'яка); Київську державну академію керівних кадрів культури і мистецтв (2008, нині Національна академія).
Від 1998 — акторка Тернопільського академічного обласного драматичного театру імені Т. Г. Шевченка.
Одружена з актором Андрієм Маліновичем.

## Ролі
У театрі
- Марічка («Гуцулка Ксеня» Я. Барнича),
- Ярися («Коханий нелюб» Я. Стельмаха),
- Марія Антонівна («Ревізор» М. Гоголя),
- Килина («Лісова пісня» Лесі Українки),
- Анеля («Маклена Ґраса» М. Куліша),
- Неле, Цейтл («Тіль Уленшпігель» і «Поминальна молитва» Г. Горіна),
- Графиня («Шалений день, або одруження Фігаро» П. де Бомарше)[1] та інші.

У кіно
- Покоївка (1994, «Час збирати каміння», кіностудія Укртелефільм).

## Почесні звання
- Заслужений артист України[2]

## Нагороди
- «За кращий акторський ансамбль» («Сценарій для трьох актрис» Б. Шеффера, роль Че, 2005; фестиваль «Тернопільські театральні вечори. Дебют»);
- «За кращу жіночу роль другого плану» (Віра, «Полювання на качок» О. Вампілова, 2007; фестиваль «Тернопільські театральні вечори. Дебют»).